# 阿拉莫薩縣 (科羅拉多州)
阿拉莫薩縣（英語：Alamosa County）是美國科羅拉多州南部的一個縣。面積1,874平方公里。根據美國2000年人口普查，共有人口14,966人。縣治阿拉莫薩（Alamosa）。
成立於1913年3月8日。縣名是西班牙語「棉白楊」的意思。